# Monesma y Cajigar
Monesma y Cajigar är en kommun i Spanien.   Den ligger i provinsen Provincia de Huesca och regionen Aragonien, i den nordöstra delen av landet, 400 km nordost om huvudstaden Madrid. Antalet invånare är 104. Arean är 63 kvadratkilometer. Monesma y Cajigar gränsar till Isábena, Arén, Puente de Montañana och Castigaleu. 
Terrängen i Monesma y Cajigar är lite kuperad.